# Атеистический экзистенциализм
Атеистический экзистенциализм (англ. Atheistic existentialism) — тип экзистенциализма, сильно расходящийся с работами Сёрена Кьеркегора[уточнить], посвящённым христианскому экзистенциализму, и развивающийся в контексте атеистического видения мира. Кьеркегор и Фридрих Ницше обеспечили экзистенциализм теоретической основой в 19 веке, а их разногласия во взглядах на религию дали толчок развитию и других видов экзистенциализма. Атеистический экзистенциализм был официально признан после публикации в 1943 году работы Жан-Поля Сартра «Бытие и ничто», и позже Сартр сам упоминал об этом в своей работе «Экзистенциализм — это гуманизм», опубликованной в 1946 году.

## Намерения
Атеистический экзистенциализм исключает любые трансцендентные, метафизические или религиозные убеждения экзистенциализма. Тем не менее, он имеет общие элементы с христианским экзистенциализмом (к примеру, философией Сёрена Кьеркегора) и метафизическим экзистенциализмом (к примеру, работами Мартина Хайдеггера). Атеистический экзистенциализм противостоит страху смерти человека, исключая любую надежду на то, что тому поможет Бог или же другая альтернативная форма сверхъестественного спасения, такая как реинкарнация.

## Известные сторонники

### Жан-Поль Сартр
Жан-Поль Сартр — известный французский философ, который занимался изучением человеческой аутентичности и индивидуальности. Его роман «Тошнота» в какой-то мере является манифестом атеистического экзистенциализма. Он рассказывает об удручённом исследователе Антуане Рокантене, живущем в выдуманном французском городе, в котором Рокантен осознает то, что всё окружающее его безразлично к нему и к его жалкому существованию. Экзистенциальная тоска, испытываемая главным героем, позволяет ему понять, что смысл существует лишь тогда, когда он сам создаёт его для себя. Сартр однажды сказал, что существование предшествует сущности. Также Сартр говорил, что атеистический экзистенциализм, представителем которого он являлся, учит, что даже если Бога нет, то есть по крайней мере одно бытие, у которого существование предшествует сущности, и этим бытием является человек.

### Альбер Камю
Альбер Камю писал о дуализме — счастье и печаль, жизнь и смерть. Камю полагал, что человеческая природа испытывает трудности при согласовании этих парадоксов; и он считал, что люди должны принять то, что он назвал «Абсурдом». С другой стороны, Камю не являлся полностью экзистенциальным атеистом, потому что принятие «Абсурда» не подразумевает ни существование Бога, ни его отсутствие (схоже с агностицизмом).